# Shartāq-e Do
Shartāq-e Do (persiska: شرطاق دو) är en ort i Iran.   Den ligger i provinsen Khuzestan, i den västra delen av landet, 600 km sydväst om huvudstaden Teheran. Shartāq-e Do ligger 17 meter över havet och antalet invånare är 250.
Terrängen runt Shartāq-e Do är mycket platt. Runt Shartāq-e Do är det ganska tätbefolkat, med 144 invånare per kvadratkilometer. Närmaste större samhälle är Ḩamīdīyeh, 17,9 km norr om Shartāq-e Do. Omgivningarna runt Shartāq-e Do är i huvudsak ett öppet busklandskap.